# Фігурне катання на зимових Олімпійських іграх 2018
Змагання з фігурного катання на зимових Олімпійських іграх 2018 в Пхьончхані проходили з 9 по 25 лютого у льодовій залі «Кьонпхо».
В рамках змагань було розіграно 5 комплектів нагород.

## Кваліфікація
У цілому квота МОК містить 148 олімпійських ліцензій. Допускається розширення квоти за умови, що в командному турнірі в одній зі збірних не буде кваліфікації в індивідуальних видах. Один Національний олімпійський комітет може бути представлений максимально 18 спортсменами (9 чоловіків і 9 жінок). 80 % всіх місць (по 24 одиночні, 16 спортивних і 19 танцювальних пар) визначалися за підсумками чемпіонату світу 2017 року Гельсінкі. Решту місць були розподілені на турнірі Nebelhorn Trophy в Оберстдорфі, який пройшов з 27 по 30 вересня 2017 року.

## Розклад
Увесь час (UTC+9).
| Дата      | Час   | Змагання     |
| --------- | ----- | ------------ |
| 9 лютого  | 10:00 | Пари         |
| 9 лютого  | 10:00 | Чоловіки     |
| 11 лютого | 10:00 | Танці        |
| 11 лютого | 10:00 | Жінки        |
| 11 лютого | 10:00 | Пари         |
| 12 лютого | 10:00 | Чоловіки     |
| 12 лютого | 10:00 | Танці        |
| 12 лютого | 10:00 | Жінки        |
| 14 лютого | 10:00 | Пари         |
| 15 лютого | 10:00 | Пари         |
| 16 лютого | 10:00 | Чоловіки     |
| 17 лютого | 10:00 | Чоловіки     |
| 19 лютого | 10:00 | Танці        |
| 20 лютого | 10:30 | Танці        |
| 21 лютого | 10:00 | Жінки        |
| 23 лютого | 10:00 | Жінки        |
| 25 лютого | 9:30  | Гала-концерт |

## Чемпіони та медалісти

### Таблиця медалей
| Місце | Країна                             | Золото | Срібло | Бронза | Загалом |
| ----- | ---------------------------------- | ------ | ------ | ------ | ------- |
| 1     | Канада (CAN)                       | 2      | 0      | 2      | 4       |
| 2     | Спортсмени-олімпійці з Росії (OAR) | 1      | 2      | 0      | 3       |
| 3     | Японія (JPN)                       | 1      | 1      | 0      | 2       |
| 4     | Німеччина (GER)                    | 1      | 0      | 0      | 1       |
| 5     | Китай (CHN)                        | 0      | 1      | 0      | 1       |
| 5     | Франція (FRA)                      | 0      | 1      | 0      | 1       |
| 7     | США (USA)                          | 0      | 0      | 2      | 2       |
| 8     | Іспанія (ESP)                      | 0      | 0      | 1      | 1       |
|       | Усього                             | 5      | 5      | 5      | 15      |

### Змагання
| Дисципліна                | Золото | Золото    | Срібло | Срібло | Бронза | Бронза |
| ------------------------- | --- | --------- | --- | ------ | --- | ------ |
| Одиночне катання чоловіки | Ханю Юдзуру · Японія                                                                                             | 317.85    | Уно Сьома · Японія | 306.90 | Хав'єр Фернандес · Іспанія | 305.24 |
| Одиночне катання жінки    | Аліна Загітова · Спортсмени-олімпійці з Росії                                                                    |           | Євгенія Медведєва · Спортсмени-олімпійці з Росії |        | Кейтлін Осмонд · Канада |        |
| Пари                      | Альона Савченко / Бруно Массо · Німеччина                                                                        | 235.90    | Суй Веньцзін / Хань Цун · Китай | 235.47 | Меган Дюамель / Ерік Редфорд · Канада                                                                                               | 230.15 |
| Танці на льоду            | Тесса Верчу / Скотт Моїр · Канада                                                                                | 206.07 WR | Габріелла Пападакіс / Гійом Сізерон · Франція | 205.28 | Майя Шибутані / Алекс Шибутані · США                                                                                                | 192.59 |
| Командні                  | Канада (CAN) Патрік Чен Габрієль Дейлман** Кейтлін Осмонд* Меган Дюамель / Ерік Редфорд Тесса Верчу / Скотт Моїр | 73.00     | Спортсмени-олімпійці з Росії (OAR) Михайло Коляда Євгенія Медведєва* Аліна Загітова** Євгенія Тарасова / Володимир Морозов* Наталія Забіяко / Олександр Енберт** Катерина Боброва / Дмитро Соловйов | 66.00  | США (USA) Натан Чен* Адам Ріппон** Наґасу Мірай** Брейді Теннелл* Алекса Шимека Кнірім / Кріс Кнірім Майя Шибутані / Алекс Шибутані | 62.00  |

*Позначає фігуристів, що виступали тільки в короткій програмі/танці.
**Позначає фігуристів, що виступали тільки в довгій програмі/танці.